# Pandższer (rzeka)
Pandższer – rzeka we wschodnim Afganistanie, w prowincji Pandższir. Przepływa około 150 km na północ od Kabulu, a jej bieg otacza Dolina Pandższeru. Wpływa ona do rzeki Kabul. W latach 50. wybudowano na niej zaporę wodną.